# Commissaris Breukebroek
Commissaris Breukebroek is een strippersonage uit de stripreeks Soeperman en is de belangrijkste wetsdienaar van de stad. Zijn oplossing voor de meeste problemen is Soeperman oproepen met een lichtstraal, die om onverklaarbare reden altijd zijn weg naar de superheld vindt, waarop Soeperman de kastanjes uit het vuur mag halen.